# 모이 국제공항

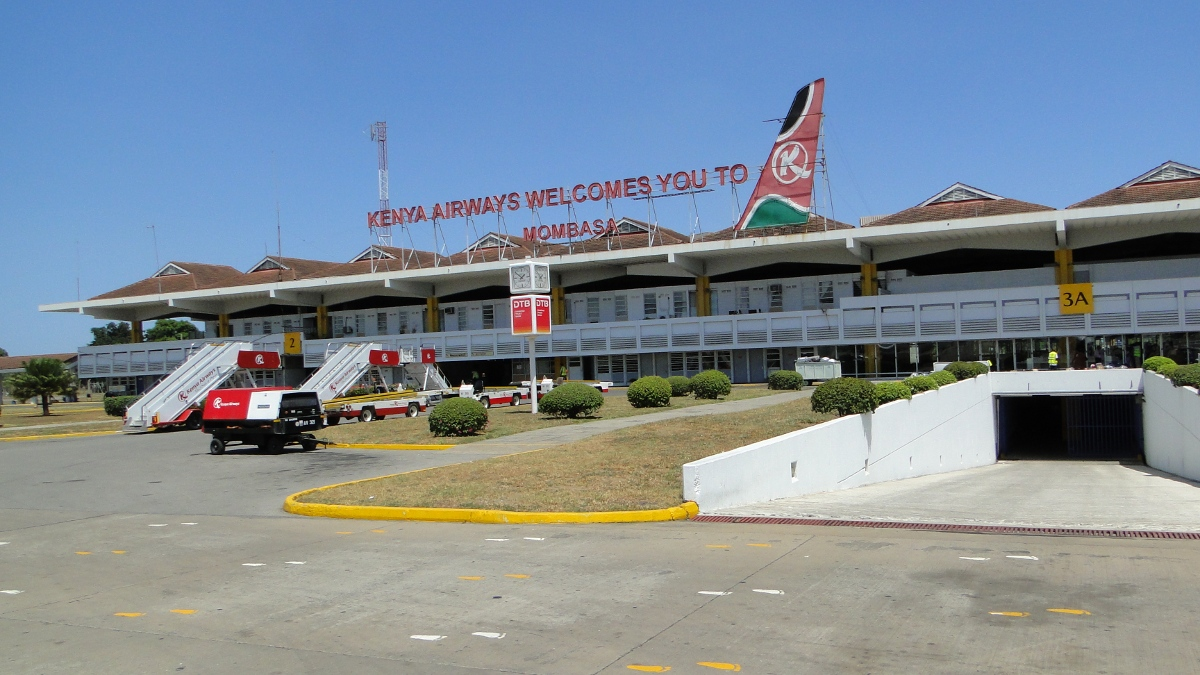

모이 국제공항(Moi International Airport, IATA: MBA, ICAO: HKMO)은 케냐에서 두 번째로 큰 몸바사의 국제공항이다. 케냐의 다른 중요한 국제공항 세 곳은 조모 케냐타 국제공항(JKIA), 키수무 국제공항, 엘도레트 국제공항이 있다. 몸바사현에 위치해 있으며 대륙 간 항공과 지역 항공을 모두 아우른다. 이 공항은 2020년 국제공항협의회로부터 아프리카 최고의 항공 상을 받았다.